# Grondona
Grondona (Grondòuna in piemontese, Grundùn-a in ligure) è un comune italiano di 470 abitanti della provincia di Alessandria in Piemonte
Il comune è situato sul torrente Spinti, tributario dello Scrivia, unico comune completamente nella valle omonima.

## Storia
La zona venne infeudata dai carolingi ai Marchesi di Gavi sotto Pavia.
Grondona viene citata per la prima volta in un documento imperiale nel 1164 quando l'imperatore del Sacro Romano Impero Federico I "Barbarossa" che confermava i privilegi del comune di Pavia, a cui sottoponeva Grondona. Nel 1176 Grondona veniva integrata nei domini del comune di Tortona. Nel 1181 i signori di Grondona che erano Alberto Becco, Corrado, Alberto e Guglielmo Pavese giuravano fedeltà al comune di Tortona, in cambio il comune agli stessi Grondona. Nel 1181 il marchese Guido II, marchese di Gavi cedeva al suddiacono Girvino la metà del castello di Grondona e altri castelli al prezzo di 600 denari d'argento comprese le torri, le mura, i fossati e qualsiasi bene fosse all'interno e all'esterno degli stessi compresi i diritti e redditi pertinenti. Nel 1185 i consoli di Tortona promettevano la protezione ai milanesi che avessero percorso la Valle Scrivia e la giurisdizione tortonese, dove figurano i de Grondona, signori di Grondona, che passavano quindi sotto la protezione dei vescovi di Tortona. Nel periodo 185-1192 sono frequenti scorribande genovesi che fanno temere al vescovo di Tortona la fedeltà dei signori di Grondona. Nel 1192 Grondona giura nuovamente fedeltà a Tortona con l'intermediazione dei marchesi di Gavi e di Parodi, alleati di Tortona. Tra il 1198 e il 1202 i marchesi di Gavi alienano completamante i loro diritti feudali su Grondona. I de Grondona sono quindi gli unici signori del luogo e nel 1210 giurano fedeltà a Tortona. Nel 1259 si costituisce come comune autonomo, governato da un podestà, il primo è il signore del luogo Federico da Grondona, signore anche di Dernice, Roccaforte e Mangioncalda di Carrega. Tra il 1294 e il 1310 Percivalle Fieschi, futuro vescovo di Tortona acquista dai signori di Grondona parte del feudo che era quindi amministrato in condominio tra Fieschi, marchesi di Gavi e signori di Grondona. Nel 1350 dopo una controversia risolta dal luogotenente dell'impero Generardo di Arnstein venivano delimitati i confini del feudo con le comunità di Montessoro di Isola del Cantone e Roccaforte. Nel 1369 vengono delimitati i confini del feudo con le comunità di Prato di Cantalupo e Roccaforte. Nel 1433 Nicolò Fieschi giura fedeltà ai Visconti. Nel 1457 passa definitivamente sotto il Ducato di Milano, ma nel 1471 è restituito a Nicolò Fieschi. Nel 1457 era castellano di Grondona per il Ducato di Milano il Marchese di Fosdinovo Giacomo I Malaspina, nel 1477 viene restituito a Nicoló Fieschi, dato che aveva giurato fedeltà al nuovo duca di Milano Gian Galeazzo Sforza. Nel 1547 passa insieme a Vargo di Stazzano ad Andrea Doria che lo renderà feudo imperiale, ma nel 1560 ritorna ai Malaspina, che lo terranno fino al 1797.
Nel 1736 con la Contea di Tortona passa ai Savoia.
nel 1797 entra a far parte della Repubblica Ligure, nel 1805 dell'Impero francese e nel 1815 rientra a far parte del Regno di Sardegna nella Provincia di Novi nella Divisione di Genova, da cui viene staccata nel 1859 col decreto Rattazzi per entrare a far parte della provincia di Alessandria e quindi del Piemonte. Dal 1943 al 1945 nelle sue frazioni si svolsero combattimenti tra nazifascisti e partigiani. Grondona fu liberata il 27 aprile 1945.
Nel 1968 ha ricevuto le frazioni di Cà di Lemmi e di Lemmi dal comune di Roccaforte Ligure.

### Simboli
Lo stemma e il gonfalone del comune di Grondona sono stati concessi con decreto del presidente della Repubblica del 19 ottobre 1997.
Il gonfalone è un drappo di giallo.

## Monumenti e luoghi d'interesse

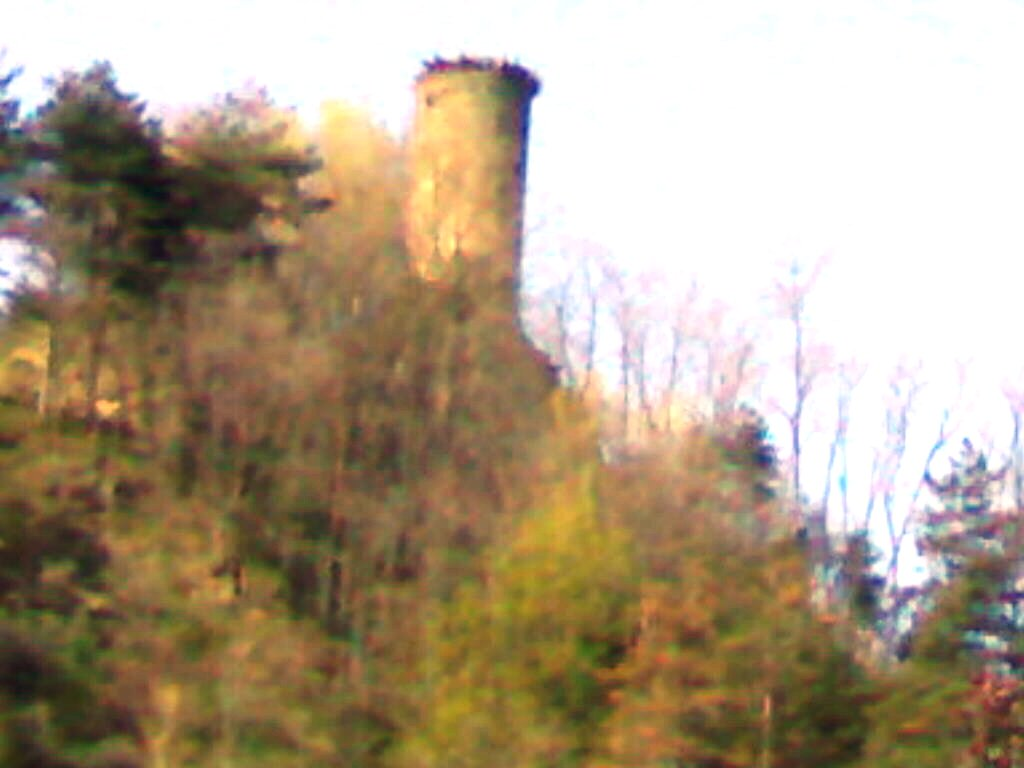
Il mastio del castello

- Un castello venne costruito nel 1181, quando su iniziativa dei vescovi di Tortona. L'edificio era di forma oblunga, con tre torri cilindriche e una cappella, seguì la storia di Grondona, dal 1797 venne abbandonato. Venne distrutto da una frana il 12 aprile 1934 che provocò dieci vittime. Rimane solo il mastio

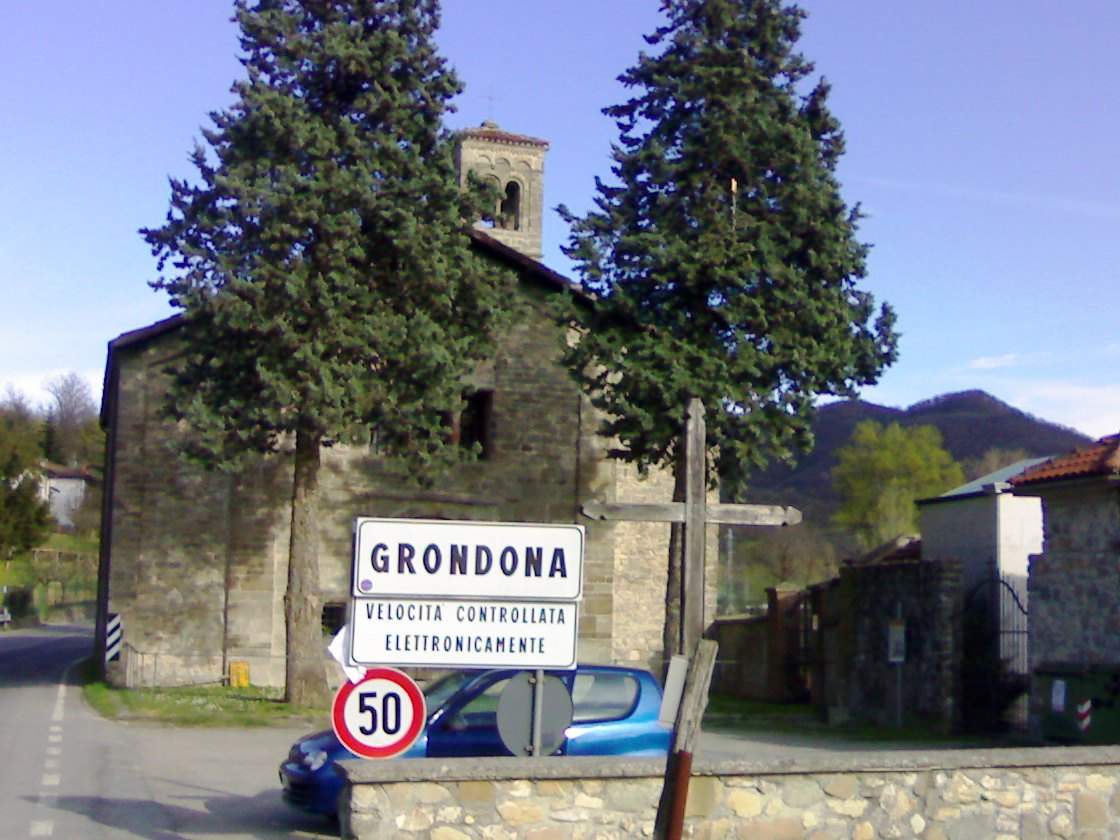
La Chiesa dell'Assunta

- La chiesa parrocchiale di Nostra Signora Assunta nel capoluogo, costruita nel XIX secolo al posto di un precedente oratorio dedicato ai Santi Fabiano e Sebastiano
- La chiesa dell'Assunta, in stile romanico del XII secolo, fu edificata nella giurisdizione di San Vittore di Borghetto di Borbera. Fin dalle origini il cimitero del paese ne ingloba una parte. Venne rimaneggiata e ampliata tra il 1645 e il 1647 e nel 1756.

La facciata presenta un portale, con arco a tutto sesto con scolpita una croce, tre gigli e la mano benedicente di Dio. L'architrave invece è liscio collegato a colonnine terminati a crochet. Il campanile a pianta quadrata, alto quattro piani segnati esternamente da cornici a dente di sega e con specchiature ad archetti pensili ciechi. La cella campanaria è aperta da bifore con pilastrino che si conclude con capitello a stampella
All'interno ospita affreschi con Sant'Antonio abate, San Giacomo di Compostela, San Pietro e san Giorgio, la Vergine nell'atto di bastonare il diavolo, tra Sant'Andrea e sant'Antonio abate, opera di Antonio Barbe del 1649 e la Madonna con Bambino tra i santi Pietro e Paolo, del XV secolo.
- La chiesa parrocchiale di Variana è dedicata a San Colombano. Nei pressi fra Variana e Chiapparolo l'antica Torre di San Colombano, facente tempo dell'antica Chiesa di San Colombano non più esistente[5][6]
- La chiesa parrocchiale di Chiapparolo è dedicata a Nostra Signora del Carmine. Al suo interno è presente una pala di altare (dipinto olio su tela) raffigurante la Madonna con Bambino, opera di Guglielmo Caccia detto il "Moncalvo". Inoltre è presente una scultura lignea della scuola del Maragliano raffigurante la Madonna col Bambino.

## Società

### Evoluzione demografica
Abitanti censiti

Di seguito sono riportati i gruppi di stranieri più consistenti (al 31 dicembre 2014):
| Cittadinanza    | Popolazione |
| --------------- | ----------- |
| Romania         | 23          |
| Resto del Mondo | 11          |
| TOTALE          | 34          |

## Manifestazioni
- Sagra della capra e della fersulla. Ultimo fine settimana di agosto.

## Amministrazione
Di seguito è presentata una tabella relativa alle amministrazioni che si sono succedute in questo comune.
| Periodo          | Periodo        | Primo cittadino          | Partito                              | Carica  | Note  |
| ---------------- | -------------- | ------------------------ | ------------------------------------ | ------- | ----- |
| 16 novembre 1985 | 3 giugno 1990  | Antonio Luigi Pratolongo | indipendente                         | Sindaco | [ 8 ] |
| 3 giugno 1990    | 24 aprile 1995 | Antonio Perassolo        | Democrazia Cristiana                 | Sindaco | [ 8 ] |
| 24 aprile 1995   | 14 giugno 1999 | Antonio Luigi Pratolongo | centro-sinistra                      | Sindaco | [ 8 ] |
| 14 giugno 1999   | 14 giugno 2004 | Antonio Luigi Pratolongo | lista civica                         | Sindaco | [ 8 ] |
| 14 giugno 2004   | 8 giugno 2009  | Mario Sassi              | lista civica                         | Sindaco | [ 8 ] |
| 8 giugno 2009    | 26 maggio 2014 | Mario Sassi              | lista civica                         | Sindaco | [ 8 ] |
| 6 giugno 2014    | 27 maggio 2019 | Silvio Barbieri          | lista civica Noi per la Valle Spinti | Sindaco | [ 8 ] |
| 7 giugno 2019    | in carica      | Silvio Barbieri          | lista civica Noi per la Valle Spinti | Sindaco | [ 8 ] |